# Agonandra brasiliensis
Agonandra brasiliensis är en tvåhjärtbladig växtart. Agonandra brasiliensis ingår i släktet Agonandra och familjen Opiliaceae. Utöver nominatformen finns också underarten A. b. racemigera.